# Cantone di Meudon
Il Cantone di Meudon è una divisione amministrativa dell'Arrondissement di Boulogne-Billancourt.
A seguito della riforma approvata con decreto del 26 febbraio 2014, che ha avuto attuazione dopo le elezioni dipartimentali del 2015, è stato ridefinito.

## Composizione
Prima della riforma del 2014 comprendeva una parte del comune di Meudon.
Dal 2015 i comuni appartenenti al cantone sono i seguenti 2:
- Chaville
- Meudon